# Liam Gallagher
William John Paul Gallagher (Burnage, Manchester, 21 de setembre de 1972) és un cantant anglès especialment conegut per haver sigut el cantant de la banda britànica Oasis. És famós pels seus comportaments erràtics i la seva distintiva forma de cantar. Si bé el seu germà gran Noel Gallagher compon la majoria de les cançons, Liam ha desenvolupat últimament la seva capacitat com a compositor, i va col·laborar amb diverses cançons en els últims àlbums de la banda.
Tot i les diferents opinions, Liam va ser un dels líders del moviment britpop en els anys 90, i continua sent un dels personatges característics i més reconeguts de la música britànica.
Té un fill anomenat Lennon, li va posar el nom en honor de John Lennon i tal és la seva afició per The Beatles que el seu germà Noel li va regalar un collaret que havia pertangut al mateix exBeatle. Una altra cosa que relaciona a Oasis amb els Beatles és que el seu últim bateria, Zak Starkey, és fill de Ringo Starr.
Liam és un gran fanàtic del futbol i és simpatitzant del Manchester City FC i del Celtic FC de Glasgow.
A la revista anglesa "Q" de febrer de 2007 Liam figura en l'11è lloc entre els "100 grans cantants i 1000 grans cançons". Els 10 temes pels quals va aconseguir estar en aquest lloc són: Rock & Roll Star, Live Forever, Up in The Sky, Champagne Supernova, D'You Know What I Mean, I Am The Walrus (Live), Aquiesce, It's Getting Better (Man!!), Stop Crying Your Heart Out i Lyla.
El 29 d'agost de 2009, el seu germà Noel anuncià que abandonava la banda musical Oasis per discrepàncies amb ell.
L'any 2009 en Liam decideix formar el grup Beady Eye amb tres antics membres d'Oasis: Gem Archer, Andy Bell i Chris Sharrock.
 L'àlbum d'estudi de la banda titulat: Different Gear, Still Speeding, produït per Steve Lillywhite va ser llançat el 28 de febrer de 2011.